# Städse på Sion jag tänker
Städse på Sion jag tänker är en psalm med text skriven 1903 av Thomas Ball Barratt och översatt till svenska 1910 av Richard Edhelberg. Musiken är skriven av Charlotte A. Barnard.

## Publicerad i
- Den svenska psalmboken 1986 som nr 312 under rubriken "Livets gåva och gräns".